# Roland Krämer
Roland Krämer (* 10. Juni 1959 in Ottweiler) ist ein deutscher Jurist und Politiker (SPD). Von 2012 bis 2019 war er Staatssekretär im Ministerium für Umwelt und Verbraucherschutz des Saarlandes.

## Leben

### Ausbildung und beruflicher Werdegang
Krämer wurde 1966 in die Katholische Volksschule Stennweiler eingeschult, schloss 1978 sein Abitur am Staatlichen Realgymnasium Neunkirchen am Krebsberg ab und nahm danach ein Studium der Rechtswissenschaften auf, welches er 1986 mit dem ersten Staatsexamen abschloss. In der Folge war er von 1986 bis 1989 wissenschaftlicher Mitarbeiter am Lehrstuhl für Prozessrecht, Bürgerliches Recht und Arbeitsrecht der Universität des Saarlandes.
1989 legte er das zweite Staatsexamen ab und wurde im Dezember desselben Jahres zum Richter auf Probe ernannt. Nachdem er zwischen Oktober 1990 und Dezember 1991 zum Ministerium für Finanzen des Saarlandes abgeordnet worden war, wurde er im Dezember 1992 zum Richter auf Lebenszeit ernannt. In dieser Funktion war er am Amtsgericht St. Wendel tätig und gleichzeitig Mitglied des Landesprüfungsamtes für Juristen.

### Politische Funktionen
Krämer, der 1976 in die Sozialdemokratische Partei Deutschlands eintrat, war zwischen 2002 und 2005 Mitglied des Landesvorstandes der Saar SPD. Seit 2002 ist er Mitglied des SPD-Kreisvorstandes Neunkirchen sowie Vorsitzender des SPD-Ortsvereins Stennweiler. Nachdem er von 1999 bis 2004 im Ortsrat von Stennweiler gewesen war, wurde er 2004 Mitglied des Gemeinderates von Schiffweiler, wo er auch stellvertretender Fraktionsvorsitzender der SPD ist.
Zum 9. Mai 2012 wurde Roland Krämer von Ministerin Anke Rehlinger zum Staatssekretär des saarländischen Ministeriums für Umwelt und Verbraucherschutz im Kabinett Kramp-Karrenbauer II ernannt. Auch unter Rehlingers Nachfolger Reinhold Jost blieb er Staatssekretär, bis er in dieser Funktion am 18. September 2019 von Sebastian Thul ersetzt wurde.

### Privates
Roland Krämer ist seit 1985 verheiratet, Vater dreier Kinder und wohnt in Schiffweiler-Stennweiler.